# Platystolus martinezii
Platystolus martinezii är en insektsart som först beskrevs av Bolívar, I. 1873.  Platystolus martinezii ingår i släktet Platystolus och familjen vårtbitare. Inga underarter finns listade i Catalogue of Life.